# Pallanuoto ai I Giochi panamericani
Il torneo di pallanuoto dei I Giochi panamericani si disputò dal 1º  al 7 marzo 1951 a Buenos Aires.
La rassegna si disputò con la formula del girone unico. Il primo titolo della storia andò all'Argentina che si impose con 4 vittorie su 4 partite giocate.

## Risultati
| 1º marzo 1951 | Argentina | 13 – 1 | Messico |  |

| 1º marzo 1951 | Brasile | – | Cile |  |

| 2 marzo 1951 | Argentina | 5 – 0 | Brasile |  |

| 2 marzo 1951 | Stati Uniti | 6 – 2 | Cile |  |

| 4 marzo 1951 | Stati Uniti | 7 – 0 | Messico |  |

| 4 marzo 1951 | Messico | 5 – 3 | Cile |  |

| 5 marzo 1951 | Argentina | 10 – 0 | Cile |  |

| 5 marzo 1951 | Brasile | 6 – 5 | Stati Uniti |  |

| 7 marzo 1951 | Argentina | 9 – 2 | Stati Uniti |  |

| 7 marzo 1951 | Brasile | – | Messico |  |

## Classifica finale
|         | Squadra     | Punti | G | V | N | P | GF | GS | Diff |
| ------- | ----------- | ----- | - | - | - | - | -- | -- | ---- |
| Oro     | Argentina   | 6     | 4 | 4 | 0 | 0 | 37 | 3  | +34  |
| Argento | Brasile     | 4     | 4 | 3 | 0 | 1 | 6  | 10 |      |
| Bronzo  | Stati Uniti | 2     | 4 | 2 | 0 | 2 | 20 | 17 | +3   |
| 4.      | Messico     | 0     | 4 | 1 | 0 | 3 | 6  | 23 |      |
| 5.      | Cile        | 0     | 4 | 0 | 0 | 4 | 5  | 21 |      |

## Nazionale campione
ArgentinaCodaro, Díez, Normandín, Passeggi, Sebastián, Trimboli, C. Visentín, M. Visentín, CT: -

## Fonti
- (EN) Todor66.com - Sport statistics Archive, su todor66.com.